# ريه هيراكاوا
ريه هيراكاوا (باليابانية: 平川 怜) (20 أبريل 2000 في طوكيو في اليابان – )؛ هو لاعب كرة قدم ياباني سابق كان يلعب كلاعب وسط.

## وصلات خارجية
- ريه هيراكاوا على موقع الاتحاد الدولي (مؤرشف)  (الإنجليزية)
- ريه هيراكاوا على موقع رابطة كرة القدم اليابانية للمحترفين (اليابانية)
- ريه هيراكاوا على موقع إي إس بي إن إف سي (الإنجليزية)
- ريه هيراكاوا على موقع قاعدة بيانات كرة القدم.إي يو (الإنجليزية)
- ريه هيراكاوا على موقع Soccerway.com (الإنجليزية)
- ريه هيراكاوا على موقع عالم كرة القدم.نت (الإنجليزية)